# Cristina Balaban
Cristina Balaban (1947) es una deportista rumana que compitió en natación. Ganó una medalla de bronce en el Campeonato Europeo de Natación de 1966, en la prueba de 100 m espalda.

## Palmarés internacional
| Campeonato Europeo | Campeonato Europeo     | Campeonato Europeo | Campeonato Europeo |
| Año                | Lugar                  | Medalla            | Prueba             |
| ------------------ | ---------------------- | ------------------ | ------------------ |
| 1966               | Utrecht (Países Bajos) | Medalla de bronce  | 100 m espalda      |